# Ањен
Ањен (фр. Agnin) насеље је и општина у источној Француској у региону Рона-Алпи, у департману Изер која припада префектури Вјен.
По подацима из 2011. године у општини је живело 996 становника, а густина насељености је износила 125,13 становника/km². Општина се простире на површини од 7,96 km². Налази се на средњој надморској висини од 245 метара (максималној 331 m, а минималној 167 m).

## Демографија
| 1962. | 1968. | 1975. | 1982. | 1990. | 1999. | 2011. |
| ----- | ----- | ----- | ----- | ----- | ----- | ----- |
| 460   | 462   | 505   | 605   | 648   | 789   | 996   |

График промене броја становника у току последњих година